# Basket Bees Treviglio
La Basket Bees Treviglio è stata una società di pallacanestro femminile di Treviglio (BG).
Nata nell'estate 1998 dal trasferimento di attività e del diritto sportivo del Basket Pavia, poi dal 1999 trasferita nel comune bergamasco anche come sede. La squadra ha disputato quattro campionati di Serie A1 tra il 1998 e il 2002, prima di retrocedere e scomparire dalla Serie A2.
Nel 2003, fallito il ritorno in massima divisione, cedette il titolo sportivo a Montichiari.

## Cronistoria
- 1998-99: 7º in Serie A1, ottavi dei play-off scudetto.
- 1999-00: Si sposta a Treviglio; 5º in Serie A1, quarti dei play-off scudetto.
- 2000-01: 5º in Serie A1, quarti dei play-off scudetto[2].
- 2001-02: 12º in Serie A1, retrocede ai play-out.
- 2002-03: 2º in Serie A2 Girone Nord, eliminato ai play-off.